# Etiopiens flagga
Etiopiens flagga är horisontellt tredelad med band i grönt, gult och rött. Mitt på flaggan finns en blå cirkel med ett gult pentagram. Flaggan antogs av Etiopien den 6 februari 1996 och har proportionerna 1:2. 

## Symbolik
Färgerna i Etiopiens flagga blev under 1900-talet symboler för den afrikanska frigörelsen från de gamla kolonialmakterna, och kallas (tillsammans med svart) för de panafrikanska färgerna. På Jamaica sågs Etiopien från kejsar Haile Selassies trontillträde 1930 som ett politiskt och religiöst föredöme, och via den jamaicanska tolkningen har färgerna också kommit att symbolisera rastafarirörelsen. I den ursprungliga etiopiska tolkningen står grönt för jorden och framtiden, gult för fred och kärlek, och rött för styrka. Symbolen i mitten av flaggan symboliserar enighet och mångfald. Färgerna tolkades ursprungligen även som en symbol för den heliga treenigheten, och dessutom för landets tre provinser.

## Historik
Färgerna grönt, gult och rött användes för första gången 1895 av kejsar Menelik II (1889-1913). Till en början användes tre separata vimplar istället för en rektangulär duk, ursprungligen med den röda färgen överst. En flagga bestående av tre vimplar i färgerna rött, gult och grönt hissades för första gången 6 oktober 1897. Den nuvarande etiopiska flaggan antogs 1991 efter att den socialistiska Menghistu-regimen störtades. Många etiopier erkänner inte den nya flaggan med den blå skivan och pentagrammet, utan använder den tidigare flaggan.

### Tidigare flaggor

Innan den rektangulära flaggan skapades i slutet av 1800-talet användes tre vimplar tillsammans.
Den etiopiska flaggan i slutet av 1800-talet, med kejsarhusets symbol lejonet i mitten.
Det socialistiska Etiopiens flagga 1987-1991

## Regionernas flaggor
Var och en av Etiopiens tio regioner och två städer med särskild status (Addis Abeba och Dire Dawa) har egna flaggor.

Addis Abeba
Afar
Amhara
Benishangul-Gumuz
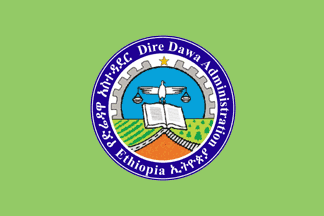
Dire Dawa
Gambela Hizboch
Oromia
Sidama
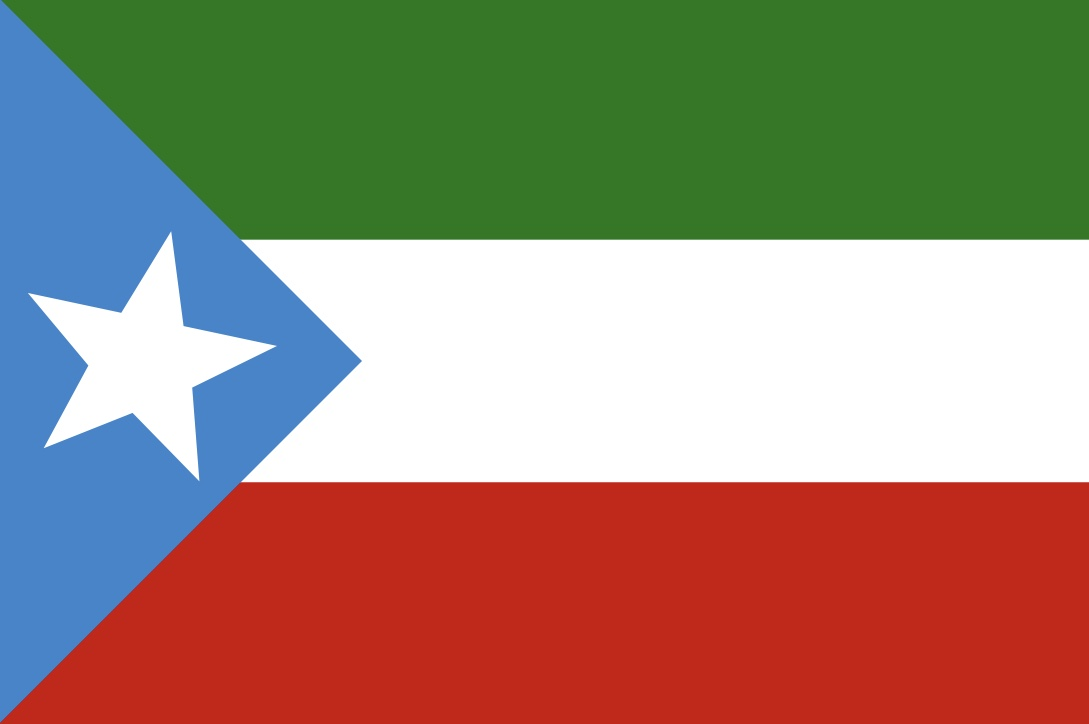
Somali
Tigray
Ye Debub Biheroch Bihereseboch na Hizboch